# HINOKIO
『HINOKIO』（ヒノキオ）は、2005年公開の日本映画。作品内でのタイトル表記は「HINOKIO INTER GALACTIC LOVE ヒノキオ」と冒頭とエンドロール前に表示される。
ロボットが中心となる映画ということで、CGがふんだんに使われている作品である。
本作品ではウルトラシリーズなどの美術担当として知られる池谷仙克が美術を担当し、デジタル合成を用いる作品に初めて挑んでいる。監督の秋山貴彦は、ヒノキオのアパートについて池谷が担当した『ウルトラセブン』第8話「狙われた街」に登場するアパートをイメージしており、池谷にもそのイメージの再現を依頼している。

## あらすじ
主人公・岩本サトルは交通事故で母親を亡くし、自身もそのショックからリハビリを拒絶、車椅子での生活となり、心の傷から部屋に引きこもっていた。
事故から1年後、不登校に対する新しい試みとして、本人が遠隔操作するロボットによる代理登校が試験的に認められるようになり、サトルがその記念すべき第1号となった。ロボット工学の技術者でもあるサトルの父・薫は、自らが開発したロボット、「H-603」をサトルに与える。サトルは自宅の部屋からロボットを操縦し、1年ぶりに学校へ行く。軽量化のため材料に檜が使われている事から、そのロボットはおとぎ話に登場する「ピノキオ」にちなんで「ヒノキオ」と呼ばれるようになる。
そしてサトルは、ヒノキオを通じてボーイッシュでクラスのガキ大将の工藤ジュンをはじめとする仲間たち、そして父親と触れあい、やがて心を開いていくようになるのだが…。

## 登場人物

### 主要人物
岩本サトル
本作の主人公。引っ込み思案な性格。1998年4月13日生まれ。血液型はA型。
物語が始まる1年前に交通事故に遭い、同時に母親を亡くした事でショックを受けて不登校となり、自宅で車椅子の生活を送っていたが、父・薫が開発した介護用ロボット｢ヒノキオ｣をもらい、学校生活を再開させる。
工藤ジュン
サトルが転入した6年2組の女子生徒。ボーイッシュな性格。
当初は丈一・健太らと転入してきたヒノキオを転倒させたり、水鉄砲をかけたりと陰湿な嫌がらせをしていたが、徐々に打ち解けあって友達になる。

### 主人公の関係者
岩本薫
サトルの父でヒノキオの開発者。オーバーロード・エレクトロニクス勤務。
不登校になり、誰とも会話を交わさない息子を心配する。
細野丈一
6年2組の男子生徒でサトルのクラスメートでジュンの取り巻きの一人。
ヒノキオの名付け親でもある。
平井健太
6年2組の男子生徒でサトルのクラスメートでジュンの取り巻きの一人。
ネットゲーム『パーガトリー』に熱中して不登校になる。
高坂スミレ
6年2組の女子生徒でサトルのクラスメートでクラスのまとめ役。
昭島江里子
サトル達の隣のクラスの女子生徒でジュンの幼なじみ。
男子生徒からかなりの人気がある。
風吹夏子
サトル達6年2組のクラス担任。
坂上ユウキ
オーバーロード・エレクトロニクスの社員で薫の助手。
岩本サユリ
サトルの母親で薫の妻。
物語が始まる1年前に交通事故で命を落とす。

### その他
エリ
ネットゲーム『パーガトリー』に登場するキャラクター。

## キャスト
- 岩本サトル：本郷奏多
- 工藤ジュン：多部未華子
- 岩本薫：中村雅俊
- 細野丈一：村上雄太
- 平井健太：加藤諒
- 高坂スミレ：小林涼子
- 昭島江里子：堀北真希
- 風吹夏子：原沙知絵
- 坂上ユウキ：牧瀬里穂
- 岩本サユリ：原田美枝子
- エリ(声)：林原めぐみ

## スタッフ・製作
- 監督：秋山貴彦（オーバーロードピクチャーズ）
- 原案：秋山貴彦
- 脚本：秋山貴彦、米村正二、末谷真澄
- プロデューサー：牛山拓二（ムービーアイ）、上原英和、隠田雅浩
- 美術：池谷仙克、岡野正広（特殊造形担当）
- 音楽：千住明
- 主題歌：YUI「Tomorrow's way」
- 挿入曲：DAKOTA STAR「Never Fall From Grace」、The Chris Goulstone Band「BLESSING IN DISGUSE」（Blessing in Disguiseの表記間違い）、DAKOTA STAR「To Love Somebody」
- 製作：松竹、イマージュ、ムービーアイ・エンタテインメント、H・パートナーズ、東京電力、レントラックジャパン、タカラトミー、関西テレビ放送、衛星劇場、I&S BBDO
- 配給：松竹